# 洪禹 (1918年)
洪禹（1918年—1998年），男，福建南安人。中华人民共和国政治人物。

## 人物简介
1938年去延安。1946年时在延安鲁迅艺术学院文学系研究室工作。因其在“整风”“审干”时期受到错误对待后又长期不获甄别平反，遂于当年1月致信毛泽东提出意见。毛于3月12日复信，承认“我们工作中做得不好的事实在太多了”。（详见下文）
1949年后，洪禹在中宣部任理论处副处长。“文革”后为该部理论局局长。
1998年去世，享年80岁。

## 关于毛泽东《给洪禹的信》[2]
《毛泽东书信选集》由中共中央文献研究室编辑，由人民出版社于1983年12月出版（31.3万字）。2003年11月复由中央文献出版社出版修订本（33万字）。其中大多数书信系根据中央档案馆提供的毛泽东手稿刊印。《给洪禹的信》一文始见于1983年之初版。
此信来历如次：
1943年春，洪禹自太行山敌后抗日根据地回到延安鲁艺。适逢延安整风，由康生领导开展抢救运动，洪禹被打成“特务分子”。洪本是南方人，而居然被质问“你说你没有问题，为什么总用广东话同你爱人说悄悄话？”洪答：“假如我是特务，不说广东话也是特务，不是特务，无论说什么话都不是特务。”然而申辩无果，仍被定为“反革命”。1946年初，他写信向毛泽东申诉，至3月时收到毛的警卫员直接送来的复信。当洪禹依毛指示去见中央组织部副部长安子文时方知毛也给安写了信。此后洪禹问题乃得到解决。
洪禹在给毛泽东的信中申述：他起初无端被怀疑是国民党特务，抢救运动后，长期不作结论，不予甄别平反。他说，这种作法无论对党对个人都是极为不利的，这只能伤害无辜，制造混乱，绝不可能帮助党组织弄清问题。希望党中央关照各级党组织密切注意，千万不要因为革命节节走向胜利，就以为多一个人少一个人算不了什么，因而可以对受审查的人任意处置，或者置之不理。党的工作在一定意义上说，是一种十分细密的关于人心的组织工作，任意对待受审查的人，后果不仅仅是一两个受到粗暴对待的人的问题，它是关系到人心向背，关系到革命成败的一个十分重要的问题。
毛泽东回复如下：
　
“洪禹同志:

　　一月二十五日给我的信，很久就收到，很对你不起，到今天才复你，这是由于我几个月来都在病中的原故，请你原谅。在详细看了你的信以后，我感觉应当同意你的意见。在关于你本人的具体问题上，当然这是你一方面的声音，而别方面的我还未听到；但是我觉得你所提出的那些意见，确是我们的党组织值得注意与必须注意的。因为今天离你发信的日子已有一个半月，在这期间内不知道你的问题已获解决否?如果尚未，请你去找组织部副部长安子文同志当面商量解决，我已把你给我的信付给安子文同志看去了。在你的问题得到解决的时候，请你告知我是如何解决的，我愿意知道这事的结果。总之我感觉对你及许多同志很负疚，因为我们工作中做得不好的事实在太多了。致以同志的敬礼!

　　　　　　　　　　　　　　　　　　 毛泽东

　　　　　　　　　　　　　　　　　　 三月十二日”

## 资料来源
1. ↑  参见“胡耀邦史料信息网”转载《炎黄春秋》2011年第6期所发表的郝怀明《陶铸主政时的中宣部》[]一文。
2. ↑  《毛泽东书信选集》，中共中央文献研究室，人民出版社，北京，1983年12月。